# Đak Đoa (huyện)
Đak Đoa hay Đắk Đoa là một huyện cũ thuộc tỉnh Gia Lai, Việt Nam.

## Địa lý
Huyện Đak Đoa nằm ở trung tâm của tỉnh Gia Lai, có vị trí địa lý:
- Phía đông giáp huyện Mang Yang và huyện Kbang
- Phía tây giáp huyện Chư Prông, huyện Chư Păh và thành phố Pleiku
- Phía nam giáp huyện Chư Sê
- Phía bắc giáp huyện Kon Rẫy, tỉnh Kon Tum.

Huyện Đak Đoa có diện tích 990,35 km², dân số bình quân năm 2003 là 85.072 người và dân số đến thời điểm 2023 dân số có khoảng 131.867 người.

### Địa hình
Ở rìa phía Đông huyện có các ngọn núi cao thuộc dải Trường Sơn, là phần kéo dài từ khối núi Ngọc Linh xuống phía Nam như các ngọn núi: Plei Hlăng (1.488m), Chư Tomoch (1.250m),...

## Hành chính
Huyện có 17 đơn vị hành chính cấp xã trực thuộc, bao gồm thị trấn Đak Đoa (huyện lỵ) và 16 xã: A Dơk, Đak Krong, Đak Sơ Mei, Glar, Hà Bầu, Hà Đông, Hải Yang, Hneng, Hnol, Ia Băng, Ia Pết, Kdang, Kon Gang, Nam Yang, Tân Bình, Trang.

## Lịch sử
Huyện Đak Đoa được thành lập vào ngày 21 tháng 8 năm 2000 theo Nghị định số 37/2000/NĐ-CP của Chính Phủ trên cơ sở 98.041,3 ha diện tích tự nhiên và 74.394 nhân khẩu của huyện Mang Yang.
Khi mới thành lập thì huyện Đak Đoa có 15 đơn vị hành chính cấp xã, bao gồm thị trấn Đak Đoa và 14 xã: A Dơk, Đak Sơ Mei, Glar, Hà Bầu, Hà Đông, Hải Yang, Hneng, Ia Băng, Ia Pết, Kdang, Kon Gang, Nam Yang, Tân Bình, Trang.
Ngày 16 tháng 2 năm 2005, thành lập xã Đak Krong trên cơ sở 3.300 ha diện tích tự nhiên và 3.782 người của xã Đak Sơ Mei.
Ngày 21 tháng 4 năm 2006, thành lập xã Hnol trên cơ sở 4.685 ha diện tích tự nhiên và 2.211 nhân khẩu của xã Trang.
Ngày 29 tháng 12 năm 2013, Chính phủ ban hành nghị quyết 139/NQ-CP. Theo đó: 
- Điều chỉnh 2.556,56 ha diện tích tự nhiên và 2.170 người của xã Kon Gang vào xã Hneng;
- Điều chỉnh 1.217,21 ha diện tích tự nhiên, 4.223 người của xã Hneng và 369,05 ha diện tích tự nhiên, 1.492 người của xã Glar vào thị trấn Đak Đoa.

Như vậy, thì huyện Đăk Đoa có 98.866,06 ha diện tích tự nhiên và 103.923 nhân khẩu với 17 đơn vị hành chính cấp xã, bao gồm 1 thị trấn và 16 xã như hiện nay.

## Kinh tế - xã hội

### Kinh tế
Trong 5 năm, từ 2005 - 2010:
- Kinh tế của huyện có tốc độ tăng trưởng khá
- Giá trị sản xuất đến nay đạt trên 3 nghìn tỉ đồng
- Bình quân tăng 32,18%/năm, vượt 3,18% so với chỉ tiêu đề ra
- Thu nhập bình quân đầu người đạt 12 triệu đồng/năm, tăng 2,18 lần so với năm 2000.

Đến năm 2010:
- Tỉ trọng nông - lâm nghiệp chiếm 54,42%, đạt 99,6%
- Công nghiệp - xây dựng đạt 98%
- Thương mại - dịch vụ đạt 101% so với chỉ tiêu đề ra
- Trong sản xuất nông nghiệp có mức tăng trưởng khá, đặc biệt các xã vùng I, II cơ giới hóa 40% công việc làm đất và thu hoạch cây lúa
- Phát triển bền vững các cây công nghiệp có thế mạnh như: cao su, hồ tiêu, bời lời, cà phê,...
- Trong đó chỉ tính riêng niên vụ 2009 - 2010 sản lượng cà phê đạt 26.000 tấn nhân, 6.000 tấn mủ cao su khô.

Trong 5 năm tới, từ 2010 - 2015, huyện phấn đấu đạt các chỉ tiêu kinh tế sau đây:    
- Chú trọng công tác xây dựng cơ sở hạ tầng, cải cách thủ tục hành chính, đào tạo nguồn nhân lực đáp ứng yêu cầu cho sự phát triển của huyện
- Làm tốt việc xây dựng và củng cố sức mạnh khối đại đoàn kết toàn dân tộc, đảm bảo an ninh chính trị và trật tự an toàn xã hội trên địa bàn,...
- Phát huy các nguồn lực đầu tư, khai thác tốt nhất các tiềm năng, lợi thế để đưa kinh tế - xã hội của huyện phát triển, phấn đấu tốc độ tăng giá trị sản xuất bình quân giai đoạn 2010 - 2015 là 13%/năm
- Chuyển dịch cơ cấu kinh tế theo hướng tăng dần tỷ trọng công nghiệp và dịch vụ, đến năm 2015 cơ cấu kinh tế về:
  - Nông lâm nghiệp chiếm 37%
  - Công nghiệp - xây dựng 31%
  - Thương mại - dịch vụ 32%
- Tổng sản lượng lương thực có hạt đến năm 2015 là 40.000 tấn
- Phấn đấu diện tích cao su 11.500 ha và diện tích cà phê 13.000 ha trong tổng diện tích cây trồng chủ yếu, nâng tỷ lệ bò lai lên 45% và  heo lai là 75% so với tổng đàn
- Thu ngân sách nhà nước trên địa bàn đến năm 2015 đạt 115 tỷ đồng gấp 2,3 lần so với năm 2010
- Thu nhập bình quân đầu người đạt 30 triệu đồng/năm gấp 2,5 lần so với năm 2010,...

### Xã hội
Trong lĩnh vực xã hội đã đạt được nhiều kết quả quan trọng: 
- Đời sống vật chất và tinh thần của nhân dân, nhất là nhân dân vùng sâu, vùng xa, người đồng bào dân tộc thiểu số được nâng lên một cách rõ rệt
- Hoàn thành tốt công tác quốc phòng, bảo đảm an ninh chính trị, trật tự an toàn xã hội đã tạo điều kiện thuận lợi trong công tác xóa đói, giảm nghèo và góp phần phát triển kinh tế - xã hội của huyện trong 5 năm qua.

Trong 5 năm tới, từ 2010 - 2015, huyện phấn đấu đạt các chỉ tiêu xã hội sau đây: 
- Giảm tỷ lệ tăng dân số tự nhiên còn 1,4%
- Huy động trẻ em trong độ tuổi đến lớp đạt 98,5%
- Tỷ lệ xã và thị trấn có bác sĩ là 82%: 14/17 xã, thị trấn
- Tỷ lệ hộ nghèo giảm bình quân 3%/năm theo tiêu chí hiện hành
- Chú trọng xoá đói giảm nghèo nâng cao đời sống cho nhân dân và đảm bảo an sinh xã hội
- Rút ngắn chênh lệch về mức sống giữa đồng bào Kinh với đồng bào dân tộc thiểu số.

## Văn hóa - Du lịch

### Du lịch
Đến huyện Đak Đoa du khách có thể tham quan khu du lịch Hàm Rồng, hồ Ia Băng, thủy điện Thác Ba, chùa Bửu Tâm,...

## Giao thông
Chạy ngang qua giữa địa bàn huyện, theo hướng Tây - Đông, là quốc lộ 19, từ thành phố Pleiku, qua thị trấn Đắk Đoa, sang huyện Mang Yang, thị xã An Khê, rồi đi tỉnh Bình Định.